# Кош-Коргон (Чуйская область)
Кош-Коргон (кирг. Кош-Коргон) — село в Чуйском районе Чуйской области Кыргызстана. Административный центр и единственный населённый пункт Кош-Коргонского айылного аймака.

## География
Село расположено в центральной части области, на берегу Восточного Большого Чуйского канала, на расстоянии приблизительно 9 километров (по прямой) к юго-востоку от города Токмак, административного центра района. Абсолютная высота — 1034 метра над уровнем моря.

## Население
Согласно оценочным данным Национального статистического комитета Кыргызской Республики, численность населения села на начало 2023 года составляла 2048 человек.
| год     | 2009 | 2014 | 2015 | 2020 | 2021 | 2023 |
| ------- | ---- | ---- | ---- | ---- | ---- | ---- |
| человек | 1259 | 2144 | 2152 | 2315 | 2317 | 2048 |